# Dominikai Köztársaság
A Dominikai Köztársaság (spanyolul República Dominicana; magyar turisztikai forrásokban sokszor – helytelenül – csak Dominika-ként utalnak rá) spanyol nyelvű ország a Karib-tengeren. A Hispaniola nevű sziget keleti részét foglalja el, nyugatról Haiti határolja. 
Terület szerint (Kuba után) az Antillák második legnagyobb országa, népesség alapján a harmadik (Kuba és Haiti után). A karibi és közép-amerikai régióban a legnagyobb gazdasággal rendelkezik. A Karib-térség turisták által leglátogatottabb helye.
Kolumbusz Kristóf első útján, 1492-ben fedezte fel és hódította meg Hispaniola szigetét Spanyolország számára. Santo Domingo kolónia lett az első állandó európai település Amerikában, és az Újvilágban a spanyol gyarmati uralom első székhelye.
Később Franciaország elfoglalta Hispaniola nyugati részét, amely 1804-ben, a forradalom után Haiti néven független állammá vált. A helyiek gyakran háborúztak a franciákkal, a spanyolokkal, a haitiakkal, majd polgárháborús időszak következett. Az Egyesült Államok 1916 és 1924 között megszállta az országot, majd 1930-tól Rafael Trujillo diktatúrája következett, 1961-es meggyilkolásáig. 1965-ben újabb polgárháború, majd Joaquín Balaguer autoriter uralma következett (1966–1978 és 1986–1996). 1978 óta a Köztársaság a képviseleti demokrácia felé fejlődött. Az utóbbi évtizedekben a Dominikai Köztársaság rendelkezett a nyugati félteke egyik leggyorsabban növekvő gazdaságával, az átlagos reál GDP növekedési üteme 1993 és 2018 között 5,3% volt.

## Etimológia
A sziget Guzmán Domonkosról, a katolikus egyház szentjéről és a domonkos-rend alapítójáról kapta a nevét. Ezt a nevet választotta Kolumbusz öccse, Bartolomé Colón, amikor a 15. század végén megalapította itt az első amerikai spanyol várost.
A történészek szerint három oka volt annak, hogy ezt a nevet választották. Az első ok az volt, hogy a várost Guzmán Domonkos ünnepén alapították; a második, hogy aznap vasárnap volt, a harmadik pedig, hogy a Kolumbusz fivérek apját is Domingónak hívták.
Ami a Domingo nevet illeti, az a latin Dominicus szóból származik, amely jelentése „az Úré” (azaz a „tulajdonos”).
1844-ben, amikor a területnek sikerült elszakadnia Haititől, az új államot „Dominikai Köztársaság”-nak (la República Dominicana) nevezték el.

## Földrajza
Az ország a Hispaniola-sziget keleti részén fekszik, amely a Nagy-Antillák második legnagyobb szigete. Északon az Atlanti-óceánnal, délen pedig a Karib-tengerrel határos. A szigeten nagyjából 2:1 arányban osztozik Haitivel; a két ország észak-déli határhossza 376 km.
Kuba után a második legnagyobb területű ország az Antillákon. A fővárosa és legnagyobb városa, Santo Domingo a déli parton található.
|  |  |

### Domborzata

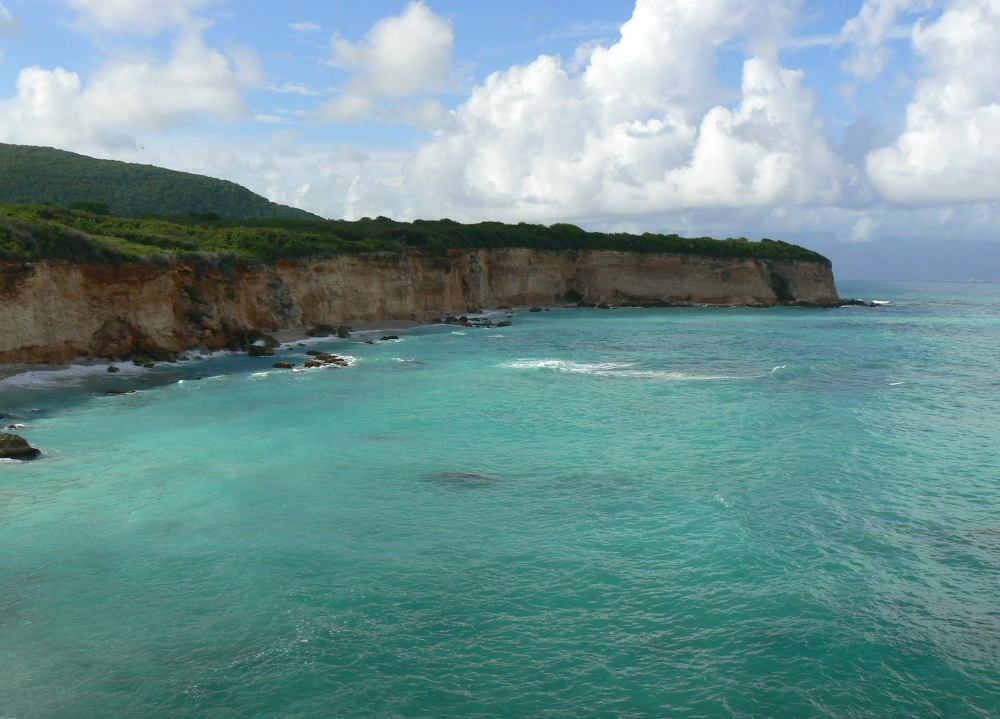
A Karib-tenger partja El Quemaíto közelében

Az ország több hegylánccal rendelkezik: 
- A legészakibb a Cordillera Septentrional ("Északi-Kordillera"), amely a haiti határ közelében fekvő Monte Cristi északnyugati parti városától a keleti Samaná-félszigetig terjed, az Atlanti-óceán partjaival párhuzamosan.
- A Cordillera Central ("Központi-Kordillera") Dominikai Köztársaság legmagasabb hegyvonulata. Fokozatosan dél felé hajlik, és a karibi tengerparton, Azua város közelében fejeződik be. A Cordillera középső részén található a Karib-térség négy legmagasabb csúcsa: Pico Duarte (3098 méter),[13] La Pelona (3094 méter), La Rucilla (3049 méter) és Pico Yaque (2760 méter).
- Az ország délnyugati sarkában, a Cordillera Central-tól délre két másik hegylánc található: 
  - északabbra a Sierra de Neiba,
  - délen a Sierra de Bahoruco. Utóbbi a Haitiban fekvő Massif de la Selle folytatása.
- Egyéb kisebb hegyláncok: a Cordillera Oriental ("Keleti-Kordillera"), a Sierra Martín García, a Sierra de Yamasá és a Sierra de Samaná.

A hegyláncok közötti völgyek nagyon különböznek abban, hogy mennyi csapadékot kapnak. A legtermékenyebb a Cibao-völgy a központi és az északi hegylánc között. Ez az ország fő mezőgazdasági vidéke. Szélesebb parti síkság csak a déli, karibi parton található a főváros, Santo Domingo környékén. Ezt eredetileg szavanna fedte, jelenleg a cukornádtermesztés fő tája.
Kevésbé termékeny a félszáraz San Juan-völgy, amely a Közép-Kordillerától délre fekszik és a Neiba-völgy, amely a Sierra de Neiba és a Sierra de Bahoruco között húzódik meg.

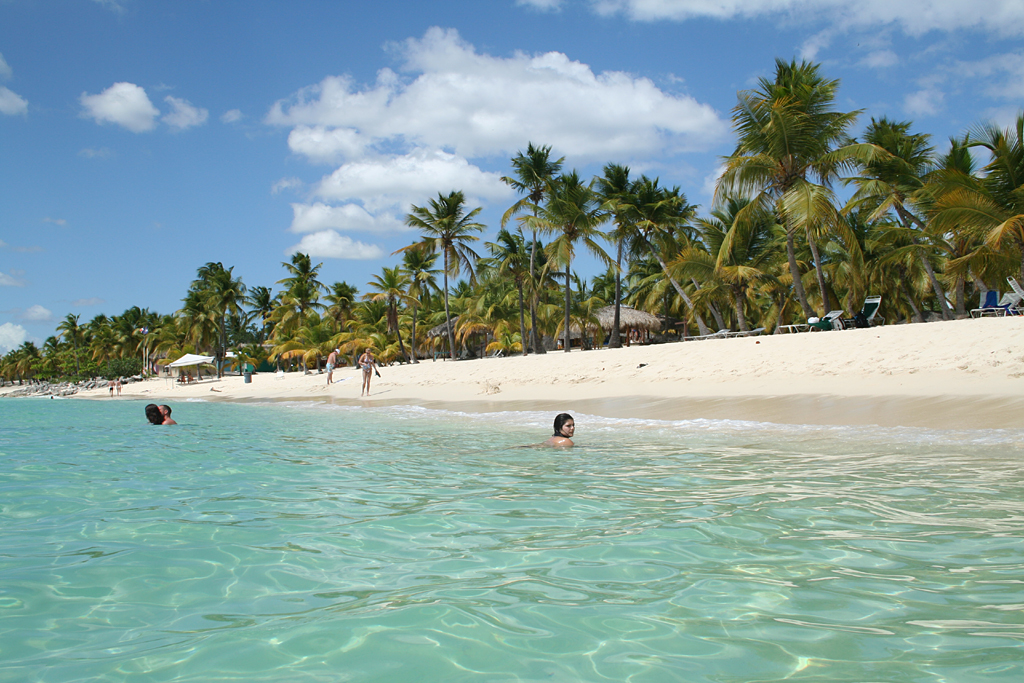
Catalina szigete

### Szigetek
Sok kis tengeri sziget található a dominikai területeken. A part közelében található két legnagyobb sziget:
- Saona délkeleten,
- Beata (Isla Beata) délnyugaton.

A kisebb szigetek közé tartozik a Cayos Siete Hermanos, Isla Cabra, Cayo Jackson, Cayo Limón, Cayo Levantado, Cayo la Bocaina, Catalanita (Catalina), Cayo Pisaje és az Isla Alto Velo.

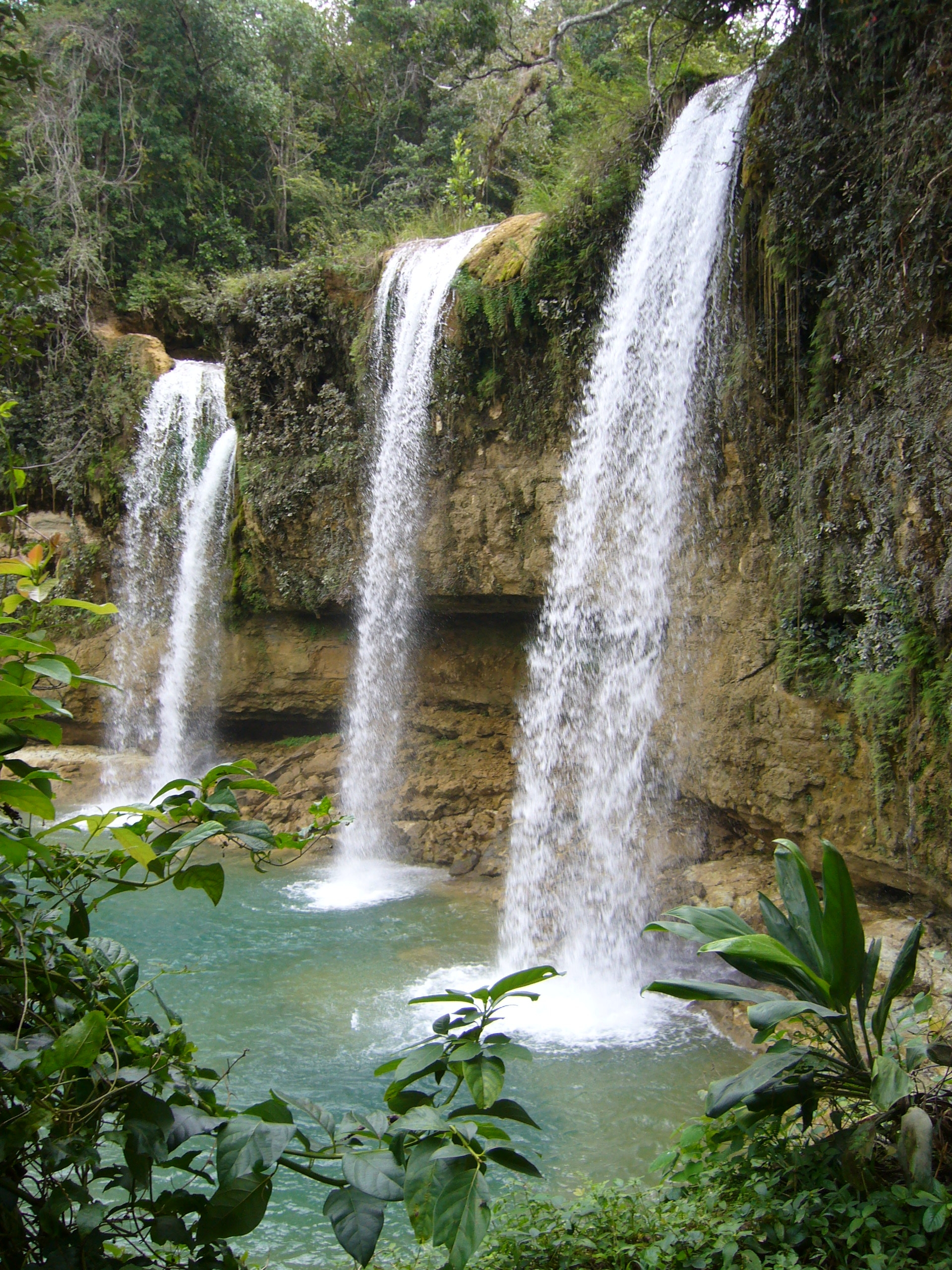
A Bayaguana-vízesés az ország északkeleti részén

### Vízrajza
Négy nagyobb folyó vezeti le a hegyvidékek vizeit.
- Yaque del Norte. A Cibao-völgy lefolyása, a Monte Cristi-öbölbe ömlik északnyugaton. Ez a Dominikai Köztársaság leghosszabb folyója.
- Yuna. A Samaná-öbölbe ömlik északkeleten.
- Yaque del Sur. Délen a Karib-tengerbe ömlik.
- Artibonito, nyugat felé Haitiba folyik. Hispaniola sziget leghosszabb folyója.

Legnagyobb tava az Enriquillo-tó. Ez sóstó, egy nagyon száraz, lefolyástalan medencében. A tenger szintje alatt 40 méterre van a tó szintje. Ez a karibi térség legmélyebb pontja.
A part mentén több helyen lagúnák alakultak ki. Legjelentősebb közülük az édesvízű Laguna de Rincón és a félsós vízű Laguna de Oviedo.

### Éghajlata

Éghajlati térkép Köppen osztályozásán

Éghajlata trópusi monszun. Az átlaghőmérséklet egész évben egyenletes, az alacsonyan fekvő területeken 20–30 °C közötti. A legmagasabb hegyek csúcsán januárban előfordulhat éjszakai fagy is. 
Az északi parton az esős évszak novembertől januárig tart. Az ország többi részén májustól novemberig tart; Május a legcsapadékosabb hónap. A száraz évszak novembertől áprilisig tart; a március a legszárazabb hónap.
Az átlagos éves csapadékmennyiség országosan 1500 mm, a Valle de Neiba egyes részein csak 350 mm, míg a Cordillera Oriental hegységben átlagosan 2740 mm. Az ország legszárazabb része délnyugaton fekszik.
A trópusi viharok több mint 65 százaléka az ország déli részét sújtja, különösen a Hoya de Enriquillo mentén. A ciklonok szezonja június elejétől november végéig tart; néhány ciklon májusban és decemberben előfordul, de a legtöbb szeptemberben és októberben. A hurrikánok általában júliustól októberig fordulnak elő.

### Élővilág, természetvédelem
A csapadék megoszlását követve a trópusi erdőtől a szavannán át a félsivatagig minden előfordul.
Az országban élő őshonos szárazföldi emlősfajok 90%-át a denevérek teszik ki.
A haiti határ közelében, az ország délnyugati részén található Enriquillo-tó ad otthont a legnagyobb amerikai (hegyesorrú) krokodil populációjának.

#### Szimbólumok
- A nyugat-indiai vagy kubai mahagóni (Swietenia mahagoni) az ország „nemzeti fája”.[16]
- A bayahíbe rózsa (Leuenbergeria quisqueyana) a nemzeti virága.
- A pálmajáró (Dulus dominicus) az ország nemzeti madara.

#### Nemzeti parkjai
Az ország nemzeti parkok kiterjedt hálózatával rendelkezik.

#### Természeti világörökségei
A 2010-es években nincs a Dominikai Köztársaságban olyan természeti táj, amely rajta lenne az UNESCO világörökség-listáján.

#### Környezeti problémák
A Santo Domingótól 19 kilométerre nyugatra fekvő Los Bajos de Hainát a Blacksmith Institute a világ tíz legszennyezettebb helye közé sorolta 2006 októberében az ólommérgezés miatt. Ebben a városban működött egy cella- és akkumulátor-újrahasznosító cég, amelyet 1999-ben be kellett zárni. A környékbeli gyerekek továbbra is magas ólomszinttel születnek.

## Történelem

### Tainók
Hispaniola szigetét egy arawak nyelvű nép, a tainók lakták, akik 600 körül érkeztek és kiszorították a korábbi lakókat. A tainók főnökeik vezetésével falvakban laktak. 1492-ben öt törzsfőnök uralma alatt éltek. E főnökök területei elkülönültek egymástól. Hispaniola szigetének 1492-es lakosságszámáról egészen eltérő becslések vannak, 100 000-től 3 000 000-ig. Főleg földművelésből és halászatból éltek, de jelentős volt a vadászat és gyűjtögetés szerepe.

### Spanyol uralom

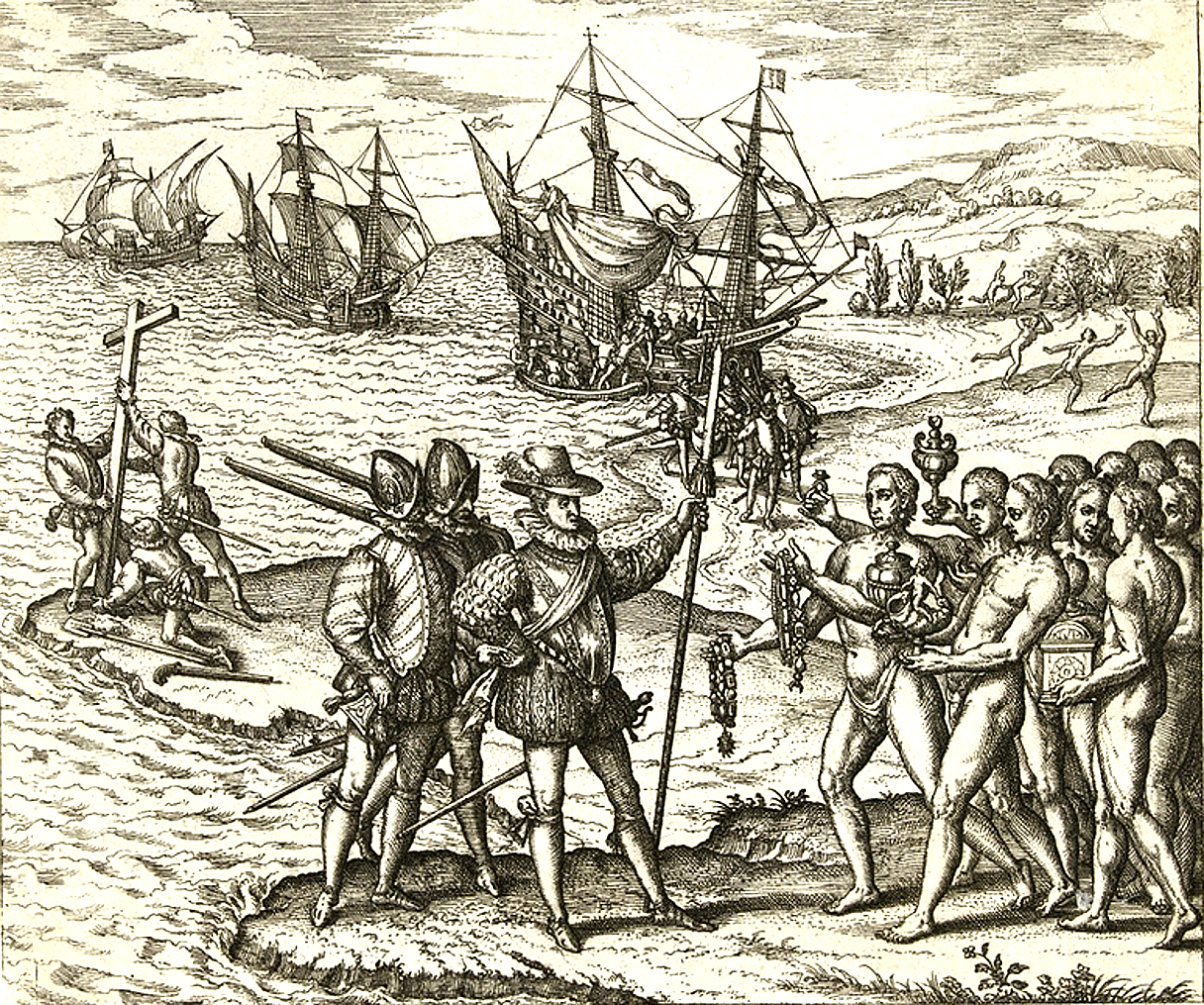
Kolombusz és Hispaniola indiánjai

Kolumbusz Kristóf első útján szállt partra a szigeten 1492. december 5-én. 19 nappal később a Santa Maria zátonyra futott; Kolumbusz 39 emberrel elhagyta azt és megalapította La Navidad települést.
A kezdeti békés kapcsolatok után a tainók ellenálltak a hódításnak. A spanyolok elleni harc egyik korai vezetője egy asszony, Anacaona volt. Férje egy másik terület főnöke, Caonabo volt. Mindketten elszántan harcoltak az európaiak ellen; végül Anacaonát elfogták a spanyolok és népe előtt nyilvánosan kivégezték. A tainók mára majdnem teljesen kihaltak, leginkább a fertőző betegségek miatt, amelyekkel szemben védtelenek voltak.
A legtöbb túlélő szökött rabszolgákkal házasodott össze. Utódaik a zambók. Az indián lakosság csökkenése késztette Károly királyt beavatkozásra, és importengedélyeket bocsátott ki afrikai rabszolgákra. Az afrikai eredetűek és a mulattok (feketék és fehérek leszármazottai) többségbe kerültek a szigeten. A meszticek (indiánok és európaiak leszármazottai) kulturálisan spanyolok, számban felülmúlják a tisztavérű spanyol eredetűeket.
1496-ban Kolumbusz Kristóf testvére, Bartolomé felépítette Hispaniola déli részén, a mai Santo Domingo helyén Nueva Isabela várost. Ez egyike volt a legkorábbi spanyol településeknek és az Újvilág első állandó európai települése. A spanyolok Hispaniola szigetén ültetvényes gazdálkodást folytattak. A sziget ugródeszkául szolgált az Antillák meghódításához, majd valamivel később a dél-amerikai szárazföld leigázásához. Santo Domingo gyarmat évtizedeken át az újvilági spanyol hatalom főhadiszállása volt. Az aztékok és inkák birodalmának meghódítása után Hispaniola fontossága hanyatlott a spanyolok szemében. Francia kalózok telepedtek le a sziget nyugati részén, és 1697-ben Spanyolország átadta Hispaniola sziget egy részét Franciaországnak. Ott fejlődött Saint-Domingue (mai Haiti) gazdag francia gyarmata, amelynek lakossága a 18. század végén négyszeresen múlta felül Santo Domingo spanyol gyarmat lakosságát.

### Francia uralom
1795-ben a francia forradalmi háborúk egyik következményeként Spanyolország Santo Domingót átadta Franciaországnak. Akkoriban a nyugati részen élő rabszolgák Toussaint Louverture vezetésével fellázadtak a franciák ellen. 1801-ben Toussaint Louverture elfoglalta Santo Domingót a franciáktól és kiterjesztette hatalmát az egész szigetre. 1802-ben Napóleon sereget küldött. Toussaint Louverture-t elfogták és Franciaországba küldték. De utódai és a sárgaláz ismét kiverték a franciákat Haitiből és az független lett. 1808-ban Napóleon spanyolországi inváziója után Santo Domingóban élő kreolok (európai származásúak) ismét felkeltek a francia uralom ellen: Nagy-Britannia (Spanyolország szövetségese) és Haiti hathatós támogatásával helyreállították Santo Domingóban a spanyol uralmat.

### Átmeneti függetlenség és Haiti uralma
Tucatnyi évnyi rossz spanyol kormányzás és különböző csoportok elvetélt függetlenségi törekvései után José Núñez de Cáceres, aki korábban spanyol alkormányzó volt, kinyilvánította Haití Español (Spanyol Haiti) állam függetlenségét 1821. november 30-án, és kérte az új állam felvételét Simón Bolívar Nagy Kolumbiájába. De az új állam függetlensége rövid életű volt. Kilenc héttel később, 1822 februárjában megszállták a Jean-Pierre Boyer vezette haiti csapatok.
A rabszolgaságot először Toussaint Louverture tiltotta be, őt követve a haitiak is. Ezen kívül államosították a köztulajdont; a magántulajdon legnagyobb részét is, beleértve azoknak a földbirtokosoknak birtokát, akik az inváziótól való félelmükben elmenekültek; minden egyházi tulajdont; a korábbi uralkodó, a spanyol korona birtokait. Az oktatás minden szintje összeomlott; az egyetem bezárt, nyersanyaghiány lépett fel, a 16–25 éves dominikai férfiakat besorozták a haiti hadseregbe. Hatalmas adók sújtották a dominikai népet. Sok fehér menekült el Santo Domingóból Puerto Ricóba, Kubába (mindkettő spanyol uralom alatt állt), Venezuelába és máshova.
Boyer átalakította a dominikai gazdasági rendszert, nagyobb szerepet kapott a termény pénzként való használata a nagyobb ültetvényeken, megreformálta az adórendszert, megengedte a külkereskedelmet. Az új rendszert a dominikai farmerek széles körben ellenezték, bár az a cukor és kávé termelés felfutását hozta magával. Boyer csapatai, soraikban sok dominikaival, nem fizettek semmiért, raboltak, zsákmányoltak a dominikai civilektől. Végül is ezt megsínylette a gazdaság, így az adó még terhesebb lett. Ismételten fellázadtak azok a felszabadított dominikai rabszolgák, akiket dominikaiak és haitiak tovább dolgoztattak, kivonva őket Boyer hatalma alól. Sokágú – függetlenségi, ill. a spanyolok, a franciák, a britek vagy az amerikaiak felé tájékozódó – Haiti ellenes mozgalom létezett Boyer 1843-ban bekövetkezett megdöntéséig.

### Függetlenség
1838-ban Juan Pablo Duarte La Trinitaria néven titkos társaságot alapított azzal a céllal, hogy elérje Santo Domingo függetlenségét bármilyen külső hatalom beavatkozása nélkül. Bár nem tartoztak az alapító tagok közé, Ramón Matías Mellának és Francisco del Rosario Sáncheznek (utóbbinak afrikai ősei voltak) döntő szerepe volt a függetlenségi harcban, és ma Duartéval együtt a Dominikai Köztársaság alapító atyáinak tekintik őket. 1844. február 27-én La Trinitaria tagjai kikiáltották az elszakadást Haititől. Támogatta őket Pedro Santana, egy gazdag marhatenyésztő, aki az újszülött köztársaság hadseregének tábornoka lett. Dominikában ő az „El Libertador”, a Felszabadító. A Dominikai Köztársaság első alkotmányát 1844. november 6-án fogadták el, az Amerikai Egyesült Államok alkotmánya volt a mintája.
A következő évtizedeket önkényuralom, pártoskodás, gazdasági nehézségek, a kormányzás hirtelen változásai és a politikai ellenfelek száműzése töltötte ki. Az ország függetlenségét Haiti megújuló inváziós kísérletei veszélyeztették. Két ősellenség, Santana és Buenaventura Báez volt hatalmon többnyire, mindkettő önkényesen uralkodott. Santana Spanyolországhoz, Báez az Egyesült Államokhoz kívánta csatolni az új államot.

### Önkéntes gyarmat és a köztársaság helyreállítása
1861-ben, miután erővel elhallgattatta vagy száműzetésbe kényszerítette ellenzékét, a politikai és gazdasági észszerűség ellenére Santana szerződést kötött a spanyol koronával és Dominika ismét gyarmat lett, az egyetlen latin-amerikai ország, amely ilyent tett. 1863-ban Santana ellenségei a köztársaság helyreállítására háborút kezdtek. Haiti hatóságai, attól való féltükben, hogy határaikon ismét megjelent a spanyol gyarmati hatalom, menedéket és utánpótlást nyújtottak a függetlenség helyreállításáért küzdő dominikai forradalmároknak. Az Egyesült Államok, amely maga is polgárháborúban állt, erőteljesen tiltakozott a spanyol akció miatt. Két év után a spanyol csapatok elhagyták a szigetet. A független köztársaságot 1863. augusztus 16-án kiáltották ki ismét.
A következő évekre ismét a politikai harc nyomta rá bélyegét; hadurak uralkodtak, mindennaposak voltak a katonai lázadások, az ország eladósodott. 1869-ben Báez előterjesztette tervét, ami szerint az ország csatlakozik az Egyesült Államokhoz, az pedig fizet másfél millió dollárt, enyhítve ezzel a Dominikai Köztársaság tartozásait. Ulysses S. Grant amerikai elnök támogatta ezt a tervet, de a Szenátus 1870. június 30-án egyetlen szavazatnyi többséggel elvetette. Grant elnök szándéka szerint a korábbi amerikai rabszolgák a Dominikai Köztársaságba mentek volna, ahol békében éltek volna, nem lettek volna kitéve a déli fehérek zaklatásának.
Báezt lemondatták 1874-ben, visszatért, majd jószántából távozott 1878-ban. Új generáció lépett a színre Santana (1864-ben halt meg) és Báez lelépésével. Az 1880-as években viszonylagos béke volt, a hatalmat Ulises Heureaux tábornok gyakorolta. Kezdetben népszerű volt. Országát súlyos adósságokba verte, amit saját céljaira és rendőrállamának fenntartására költött. Idővel egyre despotikusabb lett hatalma és fokozatosan egyre népszerűtlenebbé vált. 1899-ben meggyilkolták. Elnökségének korábban precedens nélküli nyugalmi időszaka kedvezett a gazdaságnak. A cukoripart modernizálták, az ország külföldi munkások és végleges bevándorlók célpontja lett, mind az Ó-, mind az Újvilágból.
1902-től ismét rövid életű kormányok sora következett, jelentéktelen emberek kerültek hatalomra. Végül államcsőd következett be és szembe kellett nézni azzal a veszéllyel, hogy Franciaország és más európai országok katonailag avatkoznak be a hiteltörlesztés biztosítására.

### Amerikai beavatkozás és megszállás
Ebben a helyzetben Theodore Roosevelt amerikai elnök a beavatkozás mellett döntött. 1906-ban a Dominikai Köztársaság és az Egyesült Államok szerződést kötött arról, hogy a Dominikai Köztársaság 50 évre átadja pénzügyigazgatását az Egyesült Államoknak. Cserébe az Egyesült Államok hozzájárul, hogy a Dominikai Köztársaság bevételeiből csökkenti annak mérhetetlen eladósodottságát és garanciát vállal hitelei törlesztéséért.
1914-ben az Egyesült Államok a Dominikai Köztársaság extrém belső instabilitása láttán (képtelenek voltak elnököt választani) aggodalmát fejezte ki, is kijelentette, hogy Dominikában vagy megválasztanak valakit elnöknek, vagy az Egyesült Államok nevez ki valakit. Az október 25-én tartott elnökválasztásokon Juan Isidro Jimenes Pereyra lett az elnök. Győzelme ellenére Jimenes széles koalícióra törekedve sokpárti kormányt alakított. A kialakuló belső konfliktusok miatt gyenge lett a kormány, Jimenes elnök és megerősödő hadügyminisztere, Desiderio Arias birkózott a hadsereg és a kongresszus feletti ellenőrzésért, végül Jimenes ellen vádat emeltek az alkotmány és a törvények megsértéséért. Bár az amerikai követ katonai támogatást ígért neki, Jimenes 1916. május 7-én lemondott.

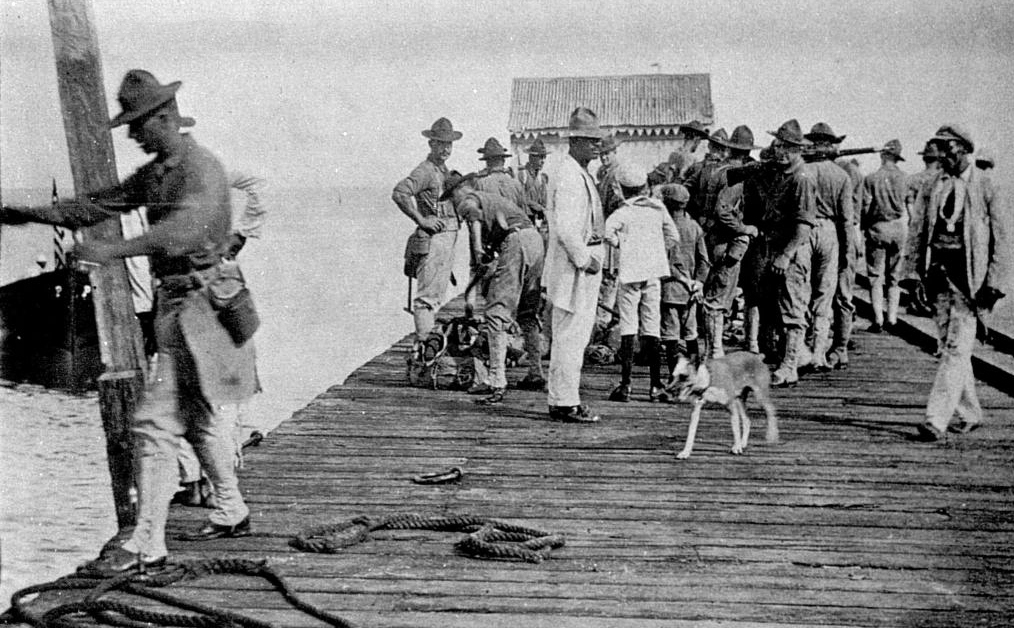
Az amerikai tengerészgyalogosok partraszállása (1916)

Arias formálisan sohasem lett elnök. Ekkoriban szállták meg az amerikai csapatok Haitit. Haiti akkori katonai adminisztrátora, William Caperton ellentengernagy, Santo Domingo tenger felől való lövetésével fenyegetve kikényszerítette Arias visszavonulását 1916. május 13-án.
Három nappal később, 1916. május 19-én szálltak partra az első amerikai tengerészgyalogosok. A legtöbb dominikai intézmény tovább működött a megszállás alatt. A törvények hatályosak maradtak. Harry S. Knapp ellentengernagy volt a katonai kormányzó, ő nevezte ki a dominikai kormányt, amelyet amerikai tengerésztisztekkel töltöttek fel. A megszállási időszakban cenzúrázták a sajtót és a rádiót, a nyilvános megszólalás lehetőségét korlátozták.
A megszállás végső mérlege igen pozitív. A tengerészgyalogosok helyreállították a rendet az ország legnagyobb részén (kivéve a keleti régiót); a költségvetést kiegyensúlyozták, az adósságokat visszafizették, a gazdaság fellendült. Az ország történetében először jó utak kötötték össze valamennyi régióját. Egy hivatásos katonai szervezet, a Dominikai Csendőrség vette át azon szedett-vedett csapatok helyét, amelyek csak a vég nélküli hatalmi harcot szolgálták. A legtöbb dominikainak azonban fájt a függetlenség elvesztése, a spanyol nyelv használatának visszaszorulása, aggódtak a köztársaság állapota miatt.
A megszállással szemben a legintenzívebb ellenállás a keleti tartományokban alakult ki. 1917-től 1921-ig az Egyesült Államok erői itt a „gavilleros” nevű partizánmozgalommal harcoltak. A partizánok a lakosság számottevő támogatását bírták és kihasználták jobb terepismeretüket. A mozgalom túlélte vezetőjének, Vicente Evangelistának fogságba esését és kivégzését, de fokozatosan elnyomta a megszálló erők elsöprő fölénye tűzerőben, annak légiereje (egy század, hat darab Curtis Jenny kiképző repülőgép) és a felkelők elleni harcban bevezetett gyakran brutális módszerek.
Az első világháború után az Egyesült Államok közvéleménye a dominikai megszállás ellen fordult. Woodrow Wilson elnök utóda, Warren G. Harding választási kampányában Haiti és a Dominikai Köztársaság megszállásának megszüntetését ígérte. 1921 júniusában az Amerikai Egyesült Államok Képviselőháza elé került a kivonulási terv. Eszerint Dominika hatályosnak tekinti az amerikai katonai kormány minden intézkedését, 2 500 000 dollár kölcsönné alakítják az amerikaiak által elvégzett közmunkákat és egyéb kiadásokat, amerikai tiszteket fogadnak a csendőrségbe – ma Guardia Nacional (Nemzeti Gárda) – és végül amerikai felügyelet alatt tartanak választásokat. Ezt a tervet a dominikai közvélemény túlnyomórészt negatívan fogadta. Viszont mérsékelt dominikai vezetők elfogadták tárgyalási alapnak. Végül megegyeztek, hogy egy ideiglenes elnök kerül hatalomra, amíg megszervezik a rendes választásokat. Sumner Welles főbiztos felügyelete mellett Juan Bautista Vicini Burgos lett az ideiglenes elnök 1922. október 21-én. Az 1924. március 15-én megtartott elnökválasztáson Horacio Vásquez Lajara győzött. Vásquez Szövetség Pártja (Partido Alianza) kényelmes többséget szerzett a Kongresszus mindkét házában. Július 13-ai hivatalba lépésével a köztársaság ellenőrzése ismét dominikai kézbe került. Hat évig jól kormányzott, a politikai és polgári jogokat tiszteletben tartották, a gazdaság gyorsan nőtt, a légkör békés volt.

### Trujillo-éra
A Dominikai Köztársaság diktátora Rafael Leónidas Trujillo volt 1930-tól 1961-es meggyilkolásáig. Vaskézzel uralkodott, mindenféle ellenzéket üldözött. Uralma alatt számottevő gazdasági fejlődés következett be, de ennek hasznát a diktátor és rezsimjének támogatói fölözték le. Személyi kultusza alatt sok várost és tartományt családtagjairól neveztek át, beleértve a fővárost, Santo Domingót, aminek új neve Ciudad Trujillo (Trujillóváros) lett.
1937-ben Trujillo (aki maga is negyedrészt haiti eredetű volt), parancsot adott a hadseregnek, hogy a határ dominikai oldalán gyilkoljanak le minden haitit. Ennek az eseménynek neve: petrezselyem-mészárlás, illetve magában Dominikában El Corte (mészárlás). 1937. október 2-ának éjszakájától október 8-áig, nagyjából öt nap alatt különböző becslések szerint 17 000–35 000 haitit öltek meg. Bozótvágó késekkel fejezték le őket. Trujillo katonái minden sötét bőrű embert felszólítottak, hogy mondja ki a perejil (petrezselyem) szót. A haitiak, akik franciául vagy haiti kreol nyelven beszéltek, a szó „r” és "j" hangjait másképp ejtették, mint a spanyol anyanyelvű dominikaiak. A Trujillo által vezetett dominikai kormányt hosszú ideig támogatta Amerika, a katolikus egyház és a dominikai elit; a dominikai politikai ellenzék és 17 000 haiti halála után. Trujillót 1961. május 30-án Santo Domingóban gyilkolták meg.
Mario Vargas Llosa, Nobel-díjas perui író regényt írt a Trujilló-korszakról A kecske ünnepe címmel.

### Trujillo után
Juan Bosch demokratikusan választott baloldali kormánya 1963-ban lépett hivatalba, de egy év múlva megdöntötték. Tizenkilenc hónapos katonai uralom után Bosch-párti lázadás tört ki 1965-ben. A rend helyreállítására amerikai tengerészgyalogosok érkeztek, akikhez később az Amerikai Államok Szervezetének erői csatlakoztak. Egy évig maradtak. A felügyeletükkel tartott elnökválasztáson Joaquín Balaguer, Trujillo utolsó bábelnöke legyőzte Boscht.
Balaguer 12 évig maradt hatalomban. Hivatali idejében megsértették a polgári szabadságjogokat, hogy megakadályozzák a Kuba-barát és kommunista irányultságú pártok hatalomra kerülését, amelyek befolyása megnőtt az országban. Balaguer uralma alatt nőtt a szakadék a szegények és a gazdagok között.
1978-ban az elnökválasztáson a Dominikai Forradalmi Párt jelöltje, Antonio Guzmán Fernández legyőzte Balaguert. 1978-tól 1986-ig terjedő időszak a viszonylagos szabadság és az alapvető emberi jogok érvényesülésének ideje volt Dominikában. Balaguer 1986-ban ismét hatalomra került, újraválasztották 1990-ben és 1994-ben. A hazai és a nemzetközi közvélemény szerint ezek nem voltak tisztességes választások.
Fokozódott a nyomás Balaguerre, hogy mondjon le. Balaguer válaszul újabb elnökválasztást írt ki 1996-ra, ahol Bosch Dominikai Felszabadítási Pártja győzött. Elnökjelöltje Leonel Fernández volt. 2000-ben Hipólito Mejía nyerte az elnökválasztás első fordulóját a szavazatok 49,8%-ával. Az ellenzéki jelöltek, Danilo Medina és a nagyon idős Joaquín Balaguer visszaléptek a második fordulótól. 2004-ben Leonel Fernándezt ismét megválasztották a szavazatok 57%-ával, legyőzve a hivatalban lévő Mejíát.

## Államszervezet és közigazgatás

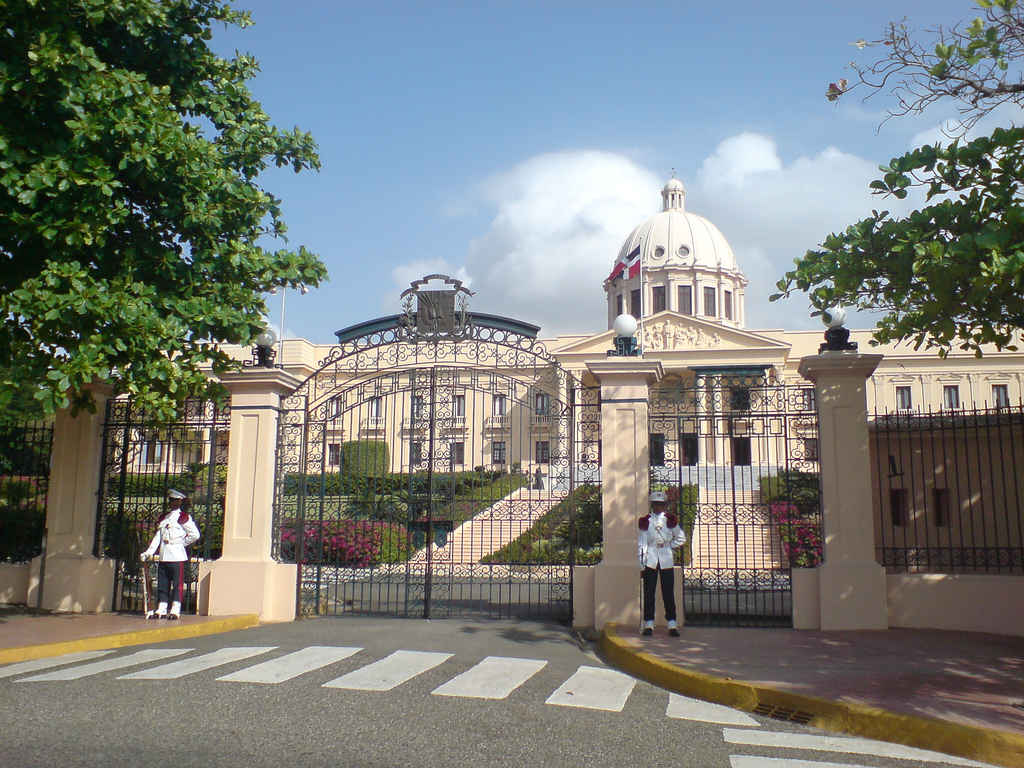
A Nemzeti Palota Santo Domingóban

### Alkotmány, államforma
Az államforma köztársaság, a kormányforma elnöki rendszerű, az állam szerkezete: unitárius.

### Törvényhozás, végrehajtás, igazságszolgáltatás
A Dominikai Köztársaság egy képviseleti demokrácia, amelynek három hatalmi ága van: törvényhozó, végrehajtó és igazságszolgáltatás. A Dominikai Köztársaság elnöke vezeti a végrehajtó hatalmat; végrehajtja a kongresszus által elfogadott törvényeket, kinevezi a kabinetet és a fegyveres erők főparancsnoka. 
A nemzeti törvényhozás kétkamarás, 32 tagú szenátusból és a képviselőházból áll, 178 taggal.

#### Tartományok

Az ország tartományai

### Közigazgatási beosztás
| \| Régió \| terület (km²) \| lakosság \| népsűrűség (fő/km²) \| tartomány \| \| -------------- \| ------------- \| --------- \| ------------------- \| ------------------------------------------------------- \| \| Cibao Norte \| 5 532,03 \| 1 446 047 \| 261 \| Espaillat, Puerto Plata, Santiago \| \| Cibao Nordeste \| 4 171,23 \| 607 763 \| 146 \| Duarte, Salcedo Salcedo, María Trinidad Sanchez, Samaná \| \| Cibao Noroeste \| 4 879,60 \| 390 982 \| 80 \| Dajabón, Monte Cristi, Santiago Rodríguez, Valverde \| \| Cibao Sur \| 4 475,76 \| 703 898 \| 157 \| La Vega, Monseñor Nouel, Sánchez Ramírez \| \| El Valle \| 4 995,59 \| 304 984 \| 61 \| San Juan, Elías Piña \| \| Enriquillo \| 7 102,58 \| 342 759 \| 48 \| Barahona, Bahoruco, Independencia, Padernales \| \| Higuamo \| 5 216,88 \| 569 751 \| 109 \| Hato Mayor, Monte Plata, San Pedro de Macorís \| \| Ozama \| 1400,79 \| 2 731 294 \| 1950 \| Santo Domingo, Distrito Nacional \| \| Valdesia \| 5 445,27 \| 973 970 \| 179 \| Azua, Peravia, San Cristóbal, San José de Ocoa \| \| Yuma \| 5 451,09 \| 491 093 \| 90 \| El Seibo, La Altagracia, La Romana \| \| Összesen \| 48 670,82 \| 8 562 541 \| 176 \| \| | Tartományok   |           |                     |                                                         |
| Régió | terület (km²) | lakosság  | népsűrűség (fő/km²) | tartomány                                               |
| Cibao Norte | 5 532,03      | 1 446 047 | 261                 | Espaillat, Puerto Plata, Santiago                       |
| Cibao Nordeste | 4 171,23      | 607 763   | 146                 | Duarte, Salcedo Salcedo, María Trinidad Sanchez, Samaná |
| Cibao Noroeste | 4 879,60      | 390 982   | 80                  | Dajabón, Monte Cristi, Santiago Rodríguez, Valverde     |
| Cibao Sur | 4 475,76      | 703 898   | 157                 | La Vega, Monseñor Nouel, Sánchez Ramírez                |
| El Valle | 4 995,59      | 304 984   | 61                  | San Juan, Elías Piña                                    |
| Enriquillo | 7 102,58      | 342 759   | 48                  | Barahona, Bahoruco, Independencia, Padernales           |
| Higuamo | 5 216,88      | 569 751   | 109                 | Hato Mayor, Monte Plata, San Pedro de Macorís           |
| Ozama | 1400,79       | 2 731 294 | 1950                | Santo Domingo, Distrito Nacional                        |
| Valdesia | 5 445,27      | 973 970   | 179                 | Azua, Peravia, San Cristóbal, San José de Ocoa          |
| Yuma | 5 451,09      | 491 093   | 90                  | El Seibo, La Altagracia, La Romana                      |
| Összesen | 48 670,82     | 8 562 541 | 176                 |                                                         |

## Demográfia

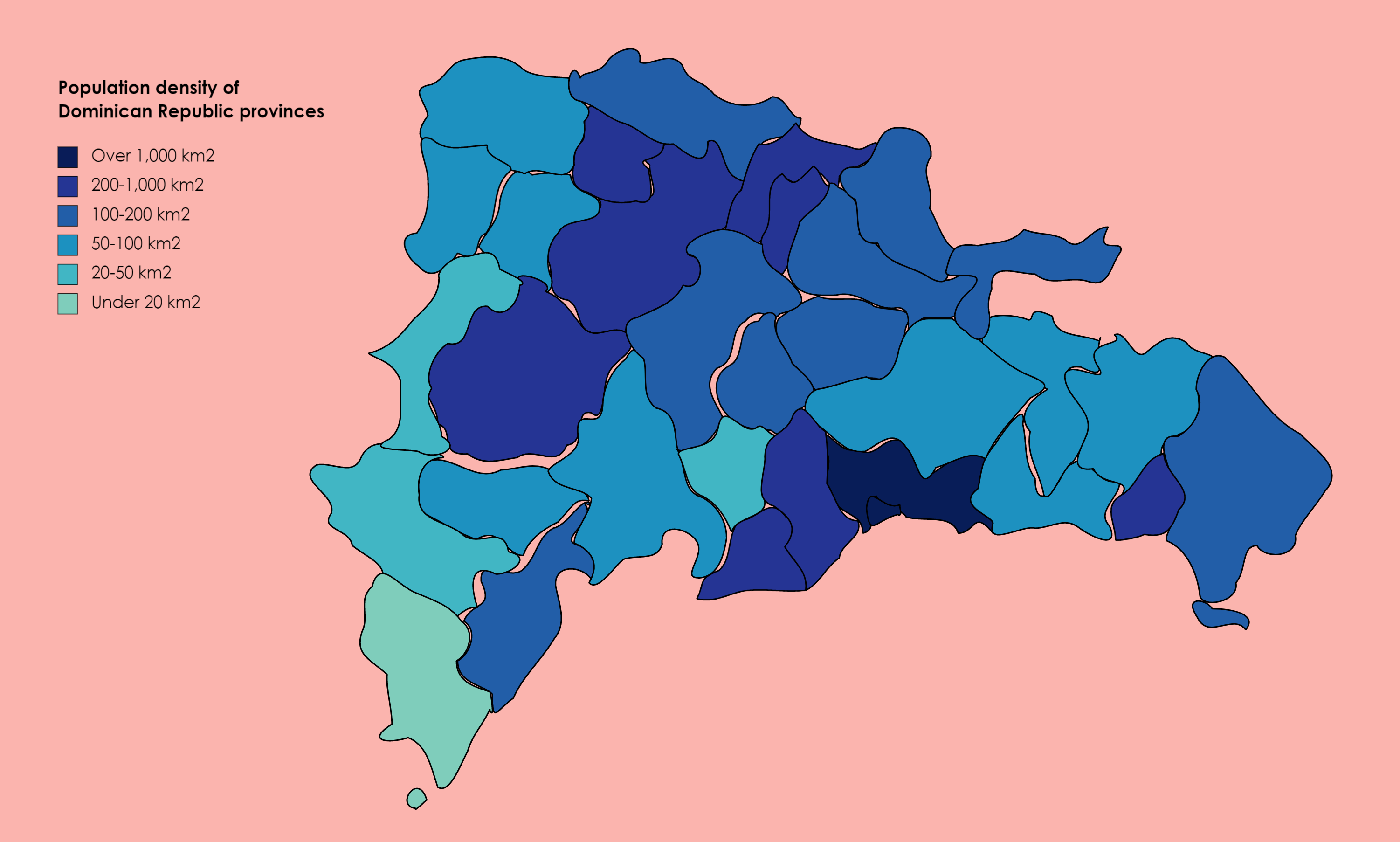
Dominikai Köztársaság népsűrűsége 2021-ben

### Általános adatok
A 2010-es években a lakosság kb. 66%-a városokban él. A déli parti síkság és a Cibao-völgy az ország legsűrűbben lakott területe.

### Népességének változása
| Lakosok száma | 3 311 788 | 4 022 212 | 4 780 283 | 5 559 298 | 6 381 602 | 7 245 127 | 8 118 570 | 8 935 261 | 9 750 195 | 10 760 028 |
|               | 1960      | 1966      | 1972      | 1978      | 1984      | 1990      | 1996      | 2002      | 2008      | 2022       |

### Nyelv
Az országban a hivatalos nyelv a spanyol.  A spanyol nyelv helyi változatát dominikai spanyolnak hívják, amely nagyon hasonlít a Karib-tenger többi spanyol népnyelvéhez és hasonlóságot mutat a spanyol kanári-szigetekivel.
A haiti kreol az ország legnagyobb kisebbségi nyelve, amelyet haiti bevándorlók és utódaik beszélnek.

### Etnikai összetétel
A lakosság 73%-a mulatt, 16%-a fehér, 10%-a fekete, és 1%-a taíno, arawak indián.
Az ország etnikai bevándorló csoportjai között nyugat-ázsiaiak vannak – főként libanoniak, szírek és palesztinok; a jelenlegi (2021) elnök, Luis Abinader libanoni származású. Kelet-ázsiaiak, elsősorban etnikai kínaiak és japánok is megtalálhatók. Az európaiakat leginkább a spanyol képviselik, de kisebb számú német születésű zsidó, olasz, portugál, brit, holland, dán és magyar lakosság is megtalálható.

### Vallási összetétel
Vallási megoszlás az Arda 2015-ös adatai alapján :
- 95,0%  keresztény
- 2,6%  nem vallásos
- 2,2%  más vallású

A katolikusok aránya csökken, a protestánsoké és a vallástalanoké növekszik.
2014-ben a lakosság 57%-a (5,7 millió) római katolikusnak, 23%-a (2,3 millió) protestánsnak vallotta magát. A protestánsok jelentősebb részét teszik ki a pünkösdi-karizmatikusok, metodisták, az adventisták. Kiemelhető vallási közösségek még a spiritiszták (2,2 %), mormonok (1,3%). 
2020-as adatok alapján a lakosság 52,5 %-a katolikus, 18,6 %-a evangelikál, 2,5 %-a pünkösdi, 0,9 %-a adventista, a maradék egyéb (mormon, Jehova Tanúja, metodista stb.) A válaszadók 21,6 %-a vallási közösséghez nem tartozónak vallotta magát, de csak 0,4 % definiálta magát ateistaként.

## Gazdasága

### Általános adatok
A Dominikai Köztársaság a 2020-as évek elején egy felső-közepes jövedelmű  fejlődő ország, olyan fontos ágazatokkal, mint a bányászat, a turizmus, a feldolgozóipar (orvostechnikai eszközök, elektromos berendezések, gyógyszerek és vegyi anyagok gyártása), az energiaipar, a telekommunikációs ipar és a mezőgazdaság. Itt található egyben Latin-Amerika legnagyobb aranybányája, a Pueblo Viejo bánya.
Az elmúlt három évtized során a dominikai gazdaság, amely korábban a mezőgazdasági áruk (főleg cukor, kakaó és kávé) exportjától függött, a szolgáltatások, a feldolgozóipar, a mezőgazdaság, a bányászat és a kereskedelem változatosságára tért át. A 2010-es években a szolgáltatási szektor a GDP majdnem 60% -át teszi ki; a feldolgozóipar 22% -át. Az idegenforgalom, a telekommunikáció és a pénzügy a szolgáltató szektor fő elemei; azonban egyikük sem adja az egész 10%-át.
A magas munkanélküliség és a jövedelmi egyenlőtlenség nagy kihívást jelent. A nemzetközi migráció nagyban érinti a Dominikai Köztársaságot, mivel nagy migránsáradatot fogad és küld tovább. A tömeges illegális haiti bevándorlás és a haiti származású dominikaiak integrációja fontos kérdés.
Nagy dominikai diaszpóra él főleg az Egyesült Államokban, akik hozzájárulnak a gazdasági fejlődéshez, tekintélyes mennyiségű dollárt küldve haza.

### Gazdasági ágazatok

#### Mezőgazdaság
Az ültetvényeken cukornádat, a kisbirtokokon kakaót, kávét, dohányt és gyümölcsöket termesztenek.

#### Ipar
Ásványkincsekben (arany, ezüst, vasérc, platina) gazdag ország. Iparára a mezőgazdasági termékek részleges feldolgozása és az ércdúsítás jellemző.

#### Kereskedelem
- Exporttermékek: nikkel, arany, ezüst, kávé, kakaó, dohány, cukor, bauxit.
- Importtermékek: kőolaj, műszaki berendezések és alkatrészek, élelmiszerek, közszükségleti cikkek, gyapot, vegyszerek, gyógyszerek.

Főbb kereskedelmi partnerek 2017-ben :
- Export:  USA 50,3%, Haiti 9,1%, Kanada 8,2%, India 5,6%
- Import:  USA: 41,4%, Kína 13,9%, Mexikó 4,5%, Brazília 4,3%

#### Turizmus
A turizmus a Dominikai Köztársaság gazdasági növekedésének egyik fontos eleme. A Dominikai Köztársaság a Karib-tenger legnépszerűbb turisztikai célpontja. Olyan projektek építésével, mint a Cap Cana, a Santo Domingo-i San Souci kikötő, a Casa De Campo és a Punta Cana-i Hard Rock Hotel & Casino, a Dominikai Köztársaság fokozott turisztikai aktivitásra számít az elkövetkező években.

## Közlekedés

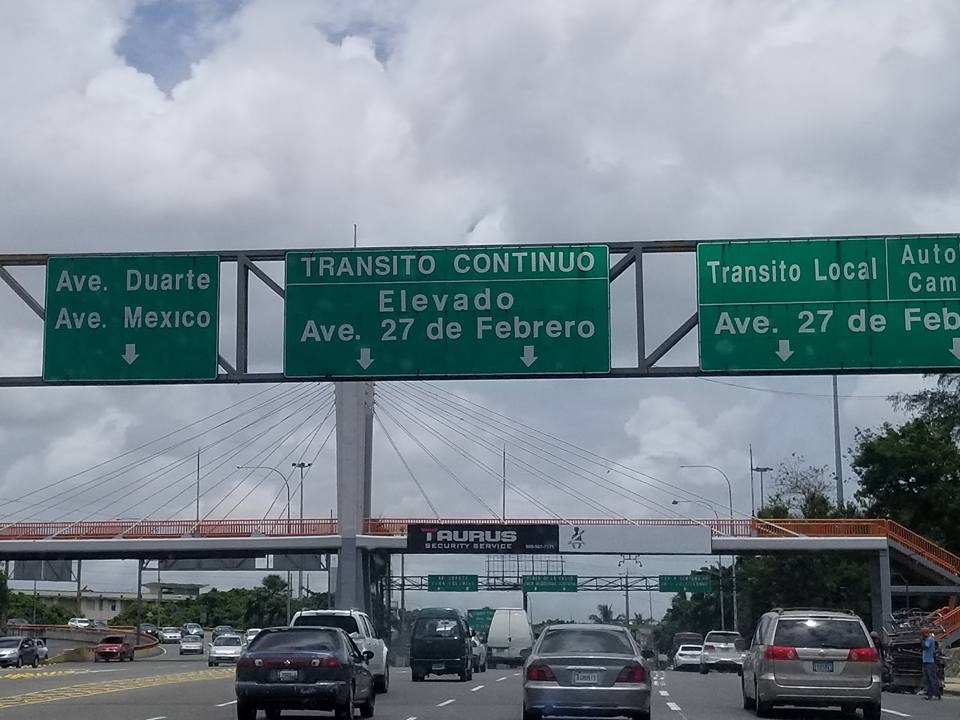
A DR-3-as gyorsforgalmi út

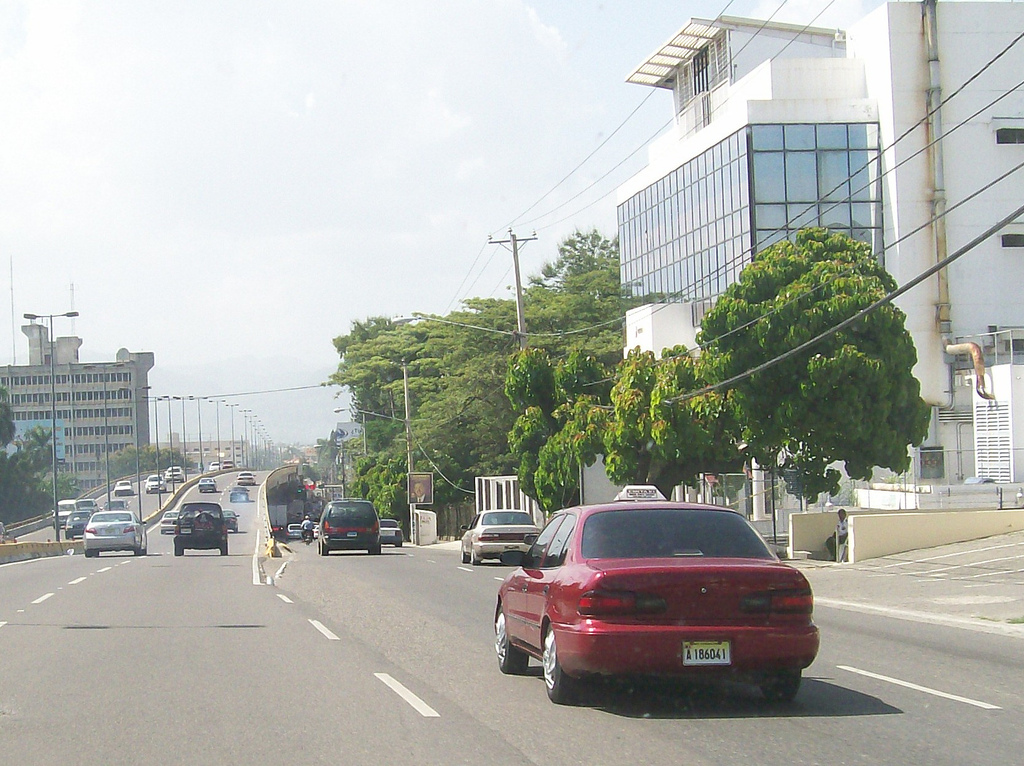
Santiago de los Caballeros egy útja

### Közút
Három országos főútvonala van, amelyek minden nagyobb várost összekötnek. Ezek a DR-1, DR-2 és DR-3, amelyek Santo Domingóból indulnak az ország északi (Cibao), délnyugati (Sur) és keleti (El Este) része felé. Ezeken kívül még pár jelentősebb főút van.
| Számozás | Kezdete       | Vége                         | Ismert mint:                     |
| -------- | ------------- | ---------------------------- | -------------------------------- |
| DR-1     | Santo Domingo | San Fernando de Monte Cristi | Autopista Juan Pablo Duarte      |
| DR-2     | Santo Domingo | Comendador                   | Carretera Sanchez                |
| DR-3     | Santo Domingo | Punta Cana                   | Autovia del Este                 |
| DR-4     | Santo Domingo | Higuey                       | Carretera Mella                  |
| DR-5     | Las Galeras   | Villa Bisonó                 | Carretera Navarrete-Puerto Plata |
| DR-6     | Santo Domingo | San Cristóbal                | Autopista 6 De Noviembre         |
| DR-7     | Santo Domingo | Sánchez, Samaná              | Carretera de Samana              |
| DR-12    | Bonao         | Constanza                    | Carretera de Constanza           |
| DR-13    | Santo Domingo | Yamasá                       | Carretera de Yamasa              |

A Dominikai Köztársaságban két fő buszközlekedési szolgáltatás létezik: az egyik az állam irányítása alatt van, a másikat pedig magánvállalkozások irányítják.
Az ún. carros públicos vagy conchos magántulajdonban lévő személygépkocsik, amelyek naponta haladnak egy adott útvonalon, és az utasok bizonyos díjat fizetnek; bárhol megállnak. Ez a másik fő közlekedési mód a fővárosban, Santo Domingóban és más nagyobb városokban.

### Vasút
A vasúti üzemeltetést egy állami és több magánüzemeltető végzi (főleg cukorgyárak esetében). Haitivel nincs vasúti kapcsolata.

### Légi

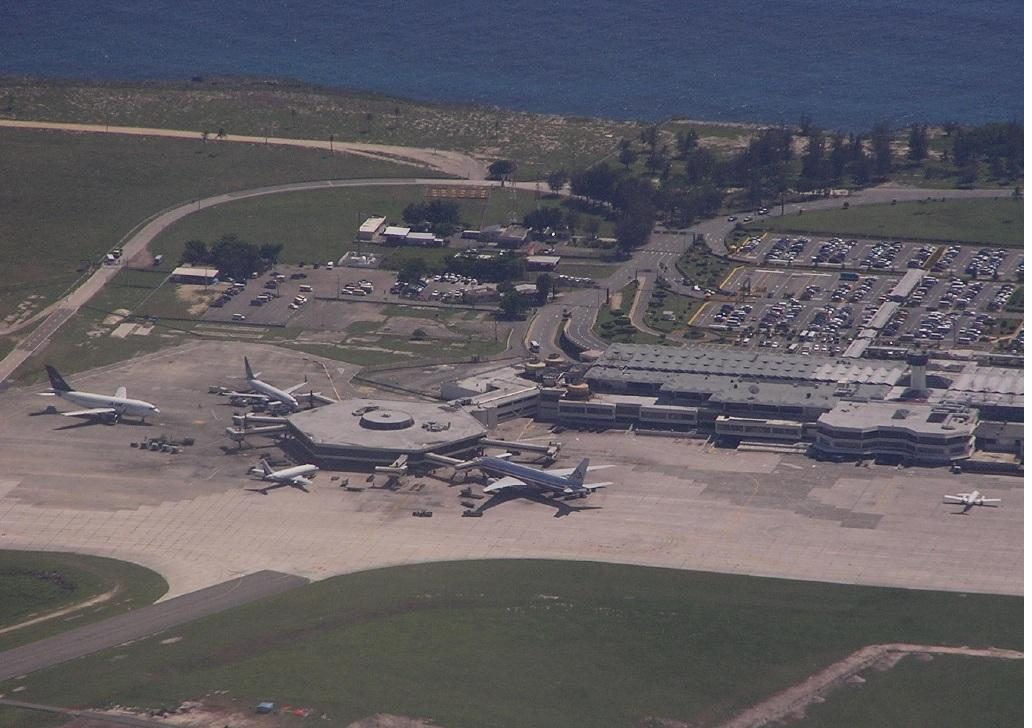
Las Américas Nemzetközi Repülőtér-"A" terminálja Santo Domingo mellett

Repülőterek száma 2013-ban: 36, burkolt pályájú: 16.
Főbb nemzetközi repülőterek:
- Punta Cana
- Santo Domingo–Las Américas

További, nemzetközi forgalmú repülőterek:
- Barahona
- La Romana
- Puerto Plata
- Samaná–El Catey
- Santiago
- Santo Domingo–La Isabela

### Vízi
Kikötők száma: 6
Főbb kikötők: Puerto Haina, Puerto Plata, Santo Domingo.
Olajterminál: Punta Nizao. LNG terminál (import): Andres LNG terminál (Boca Chica). 

## Telekommunikáció
| Hívójel prefix | HI |
| ITU zóna       | 11 |
| CQ zóna        | 8  |

## Kultúra
A dominikai nép kultúrájának és szokásainak európai kulturális alapja van, de mind afrikai, mind az őshonos tainói elemek befolyásolják. Kulturális szempontból a Dominikai Köztársaság Spanyol-Amerika legeurópaibb országai közé tartozik Puerto Rico, Kuba, Közép-Chile, Argentína és Uruguay mellett.
A család központi szerepet játszik a dominikai életben, a többgenerációs háztartások gyakoriak.

### Kulturális intézmények
A kulturális világörökség része Santo Domingo gyarmatosítás korabeli óvárosa.

### Művészetek
- Építészet

A Dominikai Köztársaság építészete a különféle kultúrák keverékét képviseli. Az európai gyarmatosítók hatása országszerte a legjellegzetesebb. A díszes minták és a barokk szerkezetek jellemzik, főleg Santo Domingo fővárosában, amely az egész Amerika első európai székesegyházának, kastélyának, kolostorának és erődjének adott otthont, a város gyarmati övezetében, az UNESCO által a világörökség részévé nyilvánított területen.
- Képzőművészetek
- Irodalom
- Filmművészet

#### Zene és tánc
A merengue és bachata zenei stílusok és táncok innen erednek.
A palo egy afro-dominikai szakrális zene, amely az egész szigeten megtalálható. A dob és az emberi hang a fő elemei. Gyökerei a közép-nyugat-afrikai Kongó-régióban találhatók, de a dallamokban keveredik az európai hatásokkal.
A salsa zene nagy népszerűségnek örvendett az országban. Az 1960-as évek végén a dominikai zenészek, mint pl. Johnny Pacheco, a Fania All Stars alkotója, jelentős szerepet játszottak a műfaj fejlődésében és népszerűsítésében.
A dominikai rock és a reggaeton szintén népszerű. Előadóinak többsége Santo Domingóban és Santiagóban található.

### Gasztronómia
A dominikai konyha túlnyomórészt spanyol, tainó és afrikai hatások keveréke. A tipikus konyha meglehetősen hasonló ahhoz, amit más latin-amerikai országokban találhatunk.
Tipikus ételei a kókuszos-diós hal, és a "La Bandera" is, ami halból, babból és rizsből áll. A "Chicharon de Cerdo" ecettel pácolt szalonna. A "Chen Chen" fűszeres marinádban megfőzött apró kukoricadarabokból áll, melyet kecskehúshoz tálalnak. A "Chaca" egy édesség, melyet kukoricából, tejből, cukorból, fahéjból és kókuszdióból készítenek. A legtöbb étel alapja a főzőbanán, melyet pürének és pasztának állítanak elő, úgy hogy banánlevélbe göngyölve sós vízben megfőzik.
Inni főleg gyümölcsleveket isznak, mint például a papaya, narancslé, ananász, kókusztej. Nagyon ízletes a sörük és a rum, mely a tipikus dominikai koktélok alapja, mint a "Pina Colada" vagy a "Cuba Libre".

## Turizmus
A Dominikai Köztársaság gyönyörű strandjairól, gazdag kultúrájáról és kalandlehetőségeiről híres. Szép helyei közé tartoznak a Punta Cana partvidéke, a Bahía de las Águilas türkizkék vize és a Samaná-félsziget homokos partjai. Emellett a dzsungeltúrák, a vízesések, a vadvízi evezés, a városok és a múzeumok is vonzóvá teszik az országot. Cabarete városa a vízi sportok, például a szörfözés és a kiteszörfözés kedvelőinek kedvelt helyszíne. 
Az idegenforgalom nagyon jelentős bevételnek számít. Évente több millió ember választja úti céljául a Dominikai Köztársaságot. A látogatók többsége az USA-ból és Kanadából, továbbá az európai országokból érkezik.

### Főbb turisztikai célpontok
- Playa Dorada
- Sosua
- Punta Cana
- Saona-sziget
- Santo Domingo

### Oltás
Javasolt oltások Dominikára utazóknak:
- Hastífusz
- Hepatitis A (magas a fertőzésveszély)
- Hepatitis B (közepes a fertőzésveszély)
- Veszettség

Malária ellen gyógyszer van. (Ritka a megbetegedés.)

## Sport

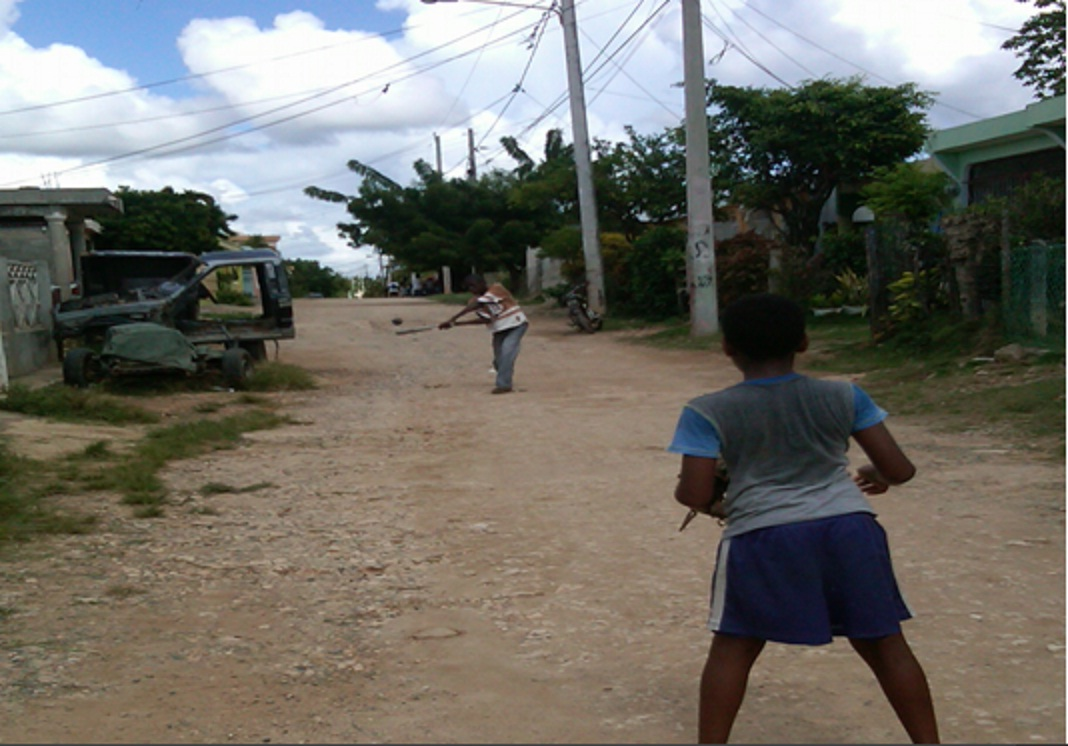
Gyerekek baseball-t játszanak

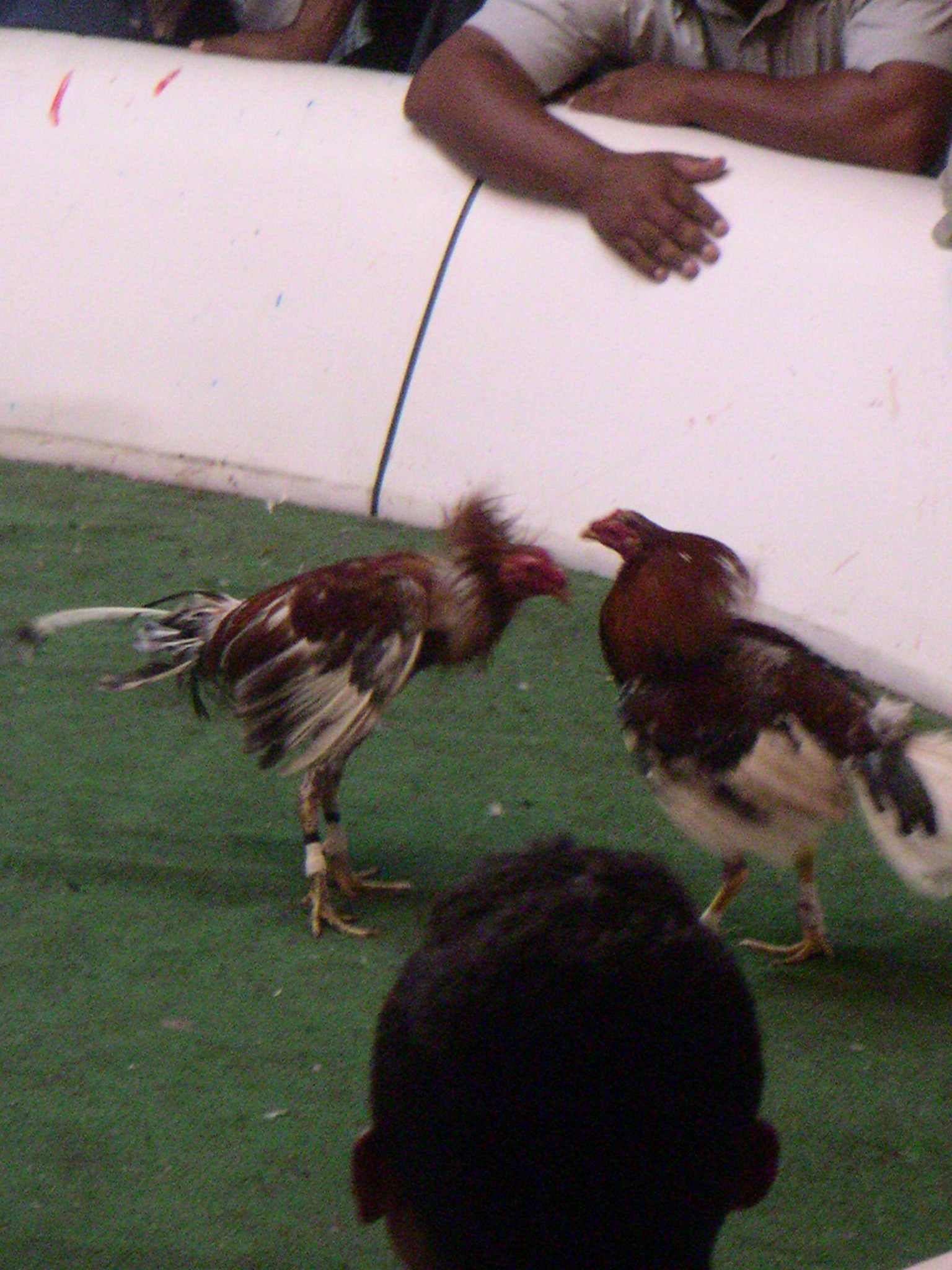
A kakasviadal szintén népszerű

Az ország legnépszerűbb sportága a baseball.

### Olimpia
Az olimpiai játékok során eddig 2 aranyérmet szerzett az ország.
Aranyérmesek:
- Félix Sánchez – 400 m gátfutás (2004)
- Félix Diaz – ökölvívás, kisváltósúly – (2008)
- Bővebben: A Dominikai Köztársaság az olimpiai játékokon

### Labdarúgás
A Dominikai köztársasági labdarúgó-válogatott eddig még nem ért el kiemelkedő eredményeket.
- Bővebben: Dominikai köztársasági labdarúgó-válogatott

## Ünnepek
| Dátum           | spanyol neve                                   | magyar neve                         |
| --------------- | ---------------------------------------------- | ----------------------------------- |
| január 1.       | Año Nuevo                                      | újév                                |
| január 6.       | Día de los Reyes                               | vízkereszt                          |
| január 13.      | Día Nacional de la Alfabetización              | az alfabetizmus nemzeti napja       |
| január 21.      | Día de Nuestra Señora de la Altagracia         | katolikus ünnepnap                  |
| január 26.      | Día del Padre de la Patria Juan Pablo Duarte   | Juan Pablo Duarte napja             |
| január 31.      | Día Nacional de la Juventud                    | fiatalok napja                      |
| február 14.     | Día de San Valentín                            | Valentin-nap                        |
| február 25.     | Día del Patricio Matías Ramón Mella            | Matías Ramón Mella napja            |
| február 27.     | Día de la Independencia Nacional               | függetlenség napja (1844)           |
| március 8.      | Día Internacional de la Mujer                  | nemzetközi nőnap                    |
| március 9.      | Día del Patricio Francisco del Rosario Sánchez | Francisco del Rosario Sánchez napja |
| augusztus 16.   | Día de la Restauración                         | 1863-as restauráció napja           |
| szeptember 23.  | Día de Nuestra Señora de las Mercedes          | katolikus ünnepnap                  |
| november 6.     | Día de la Constitución                         | alkotmány napja                     |
| december 25-26. | Día de Navidad                                 | karácsony                           |

### Karneválok
La Vega és Santo Domingo területén minden év február 27-én karnevált tartanak.